# Economia del Regno Unito

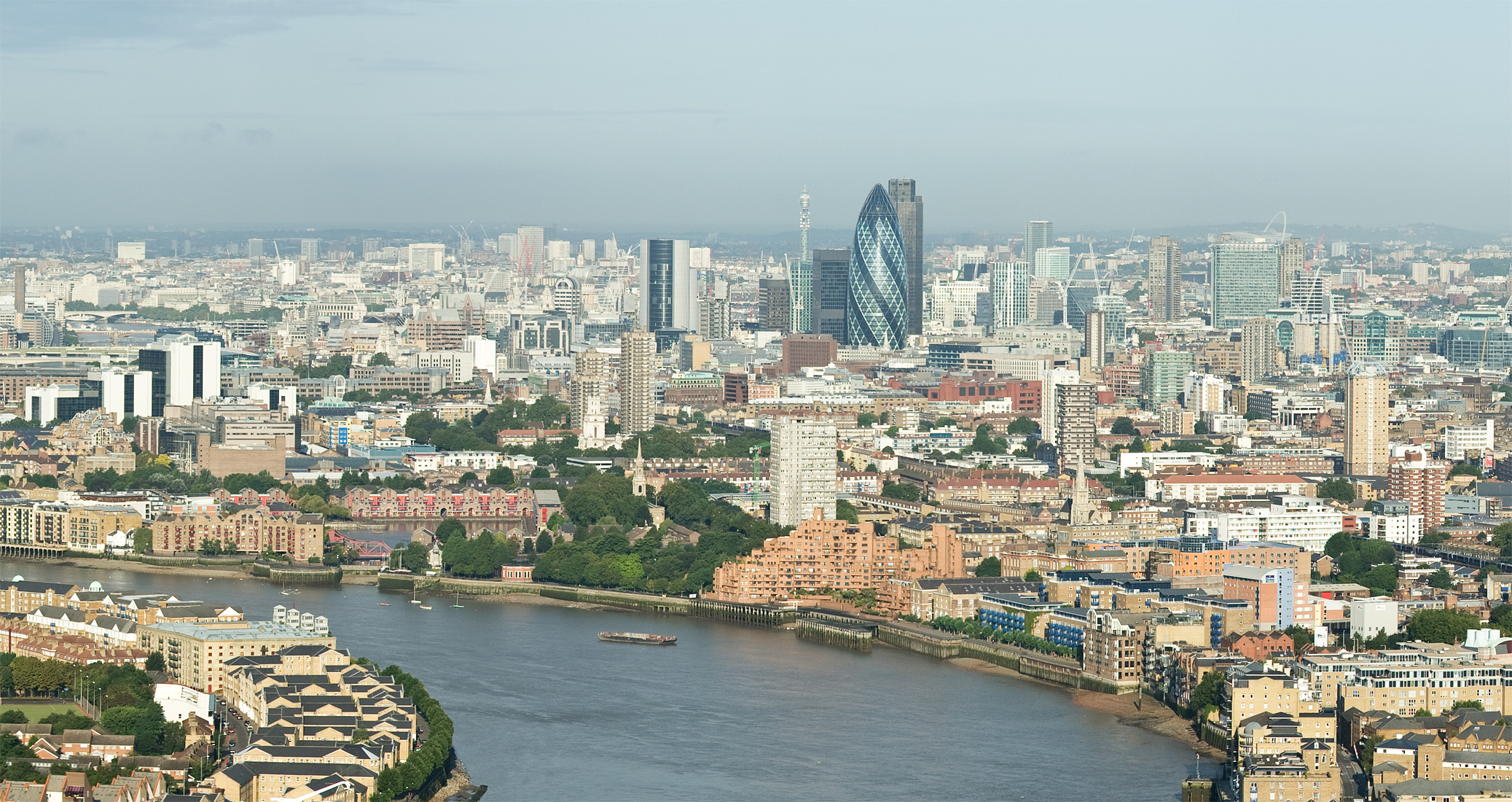
Londra è il principale centro finanziario d'Europa, e il terzo del mondo dopo New York e Tokyo

L'economia del Regno Unito è costituita, in ordine decrescente di grandezza, dall'Inghilterra, dalla Scozia, dal Galles e dall'Irlanda del Nord. L'aggregato, sulla base dei tassi di cambio, fa sì che quella del Regno Unito sia la quinta più grande economia del mondo e la seconda più grande in Europa dopo la Germania. Nel 2012 il PIL a prezzi correnti ammontava a circa 2 477 miliardi di $. Il Regno Unito risentì molto della crisi del 2007.

## Storia
La rivoluzione industriale ebbe inizio proprio nel Regno Unito, concentrata inizialmente su industrie pesanti come la cantieristica, l'estrazione del carbone, la produzione di acciaio e fibre tessili. L'esistenza di un impero coloniale contribuì alla creazione di un mercato di sbocco oltremare dei prodotti britannici, permettendo al Regno Unito di dominare il commercio internazionale nel XIX secolo. Tuttavia, come per altri paesi industrializzati, il periodo compreso fra le due guerre mondiali segnò un'epoca caratterizzata dal declino economico, in cui il paese perse progressivamente il proprio vantaggio competitivo e l'apporto dell'industria pesante andò diminuendo lungo tutto il corso del XX secolo. Il settore manifatturiero rimase una parte significativa dell'economia, ma nel 2003 contribuiva solamente a un sesto della produzione nazionale.

## Materie prime
Il paese possiede materie prime energetiche fondamentali per la sua economia, quali carbone e riserve di gas naturale e petrolio, sebbene in continuo declino. Sono stimate oltre 400 milioni di tonnellate di riserve di carbone, e nel 2004 il consumo totale (comprese le importazioni) è stato di 61 milioni di tonnellate.

## Le industrie
L'industria automobilistica britannica era una parte significativa di questo settore, anche se la sua importanza è andata diminuendo con il crollo del Gruppo MG Rover e il passaggio in mano straniera di una parte cospicua del settore. La produzione di aeromobili a uso civile e militare è guidata dalla più grande azienda aerospaziale del Regno Unito, la BAE Systems, e dalla ditta europea EADS, proprietaria dell'Airbus. Rolls-Royce detiene la principale quota del mercato dei motori aerospaziali. L'industria chimica e farmaceutica è forte nel Regno Unito, con la seconda e la sesta più grande azienda farmaceutica (GlaxoSmithKline e AstraZeneca rispettivamente). 

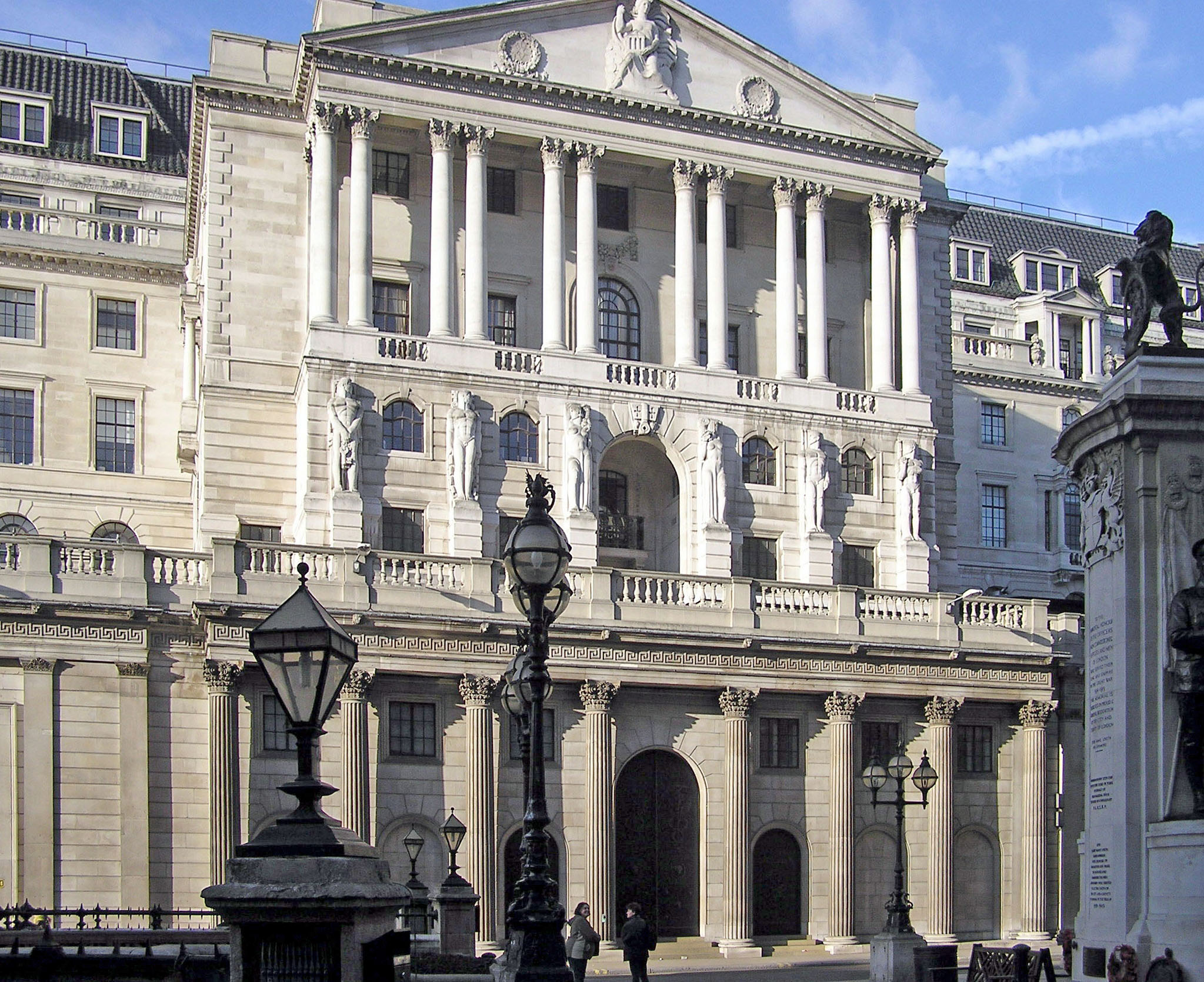
La Banca d'Inghilterra, la banca centrale del Regno Unito, con sede a Londra

## Il terziario
Il settore dei servizi è cresciuto notevolmente, e rappresenta circa il 80% del contributo al PIL. 
Il settore dei servizi è dominato da servizi finanziari, in particolare dal settore bancario e assicurazione. Londra è il più grande centro finanziario con il London Stock Exchange, il London International Financial Futures and Options Exchange, la Lloyd's of London che hanno base in questa città. Londra è un importante centro per il commercio internazionale ed è tra i leader direzionali dell'economia mondiale (insieme con New York e Tokyo). 
Possiede la più grande concentrazione di filiali di banche estere di tutto il mondo. Molte società multinazionali hanno aperto una loro filiale a Londra. La capitale scozzese, Edimburgo, è al contempo uno dei grandi centri finanziari d'Europa ed è sede della Royal Bank of Scotland Group, una delle più grandi banche del mondo. 
Nel 2007 il debito pubblico del Regno Unito era pari al 44% del PIL. 
L'industria legata alla creatività ha rappresentato il 7% del PIL nel 2005, con una crescita media del 6% su base annua tra il 1997 e il 2005. Per contro il settore agricolo rappresenta solo lo 0,9% del PIL del paese.

### Il turismo
Il turismo è un settore molto importante per l'economia britannica. Con oltre 27 milioni di turisti arrivati nel 2004, il Regno Unito è classificato come il sesto polo di destinazione turistica del mondo, qui troviamo il secondo orologio più grande del mondo, chiamato Big Ben. Londra, con un margine considerevole, è la città più visitata al mondo con 15,6 milioni di visitatori nel 2006, stando avanti a Bangkok (10,4 milioni) e a Parigi (9,7 milioni).

## Politiche economiche
Dell'economia si occupa il Chancellor of the Exchequer, il Cancelliere dello Scacchiere, titolo storico col quale viene designato il Ministro dell'economia e delle finanze britannico. Negli ultimi anni l'economia britannica è stata gestita in conformità con i principi di liberalizzazione del mercato e bassa tassazione e regolamentazione. Dal 1997 la Banca d'Inghilterra è stata responsabile della fissazione dei tassi di interesse per conseguire l'obiettivo generale di inflazione fissato dal Cancelliere ogni anno, in modo totalmente indipendente dal Governo, in ottemperanza alle disposizioni comunitarie sulla autonomia delle banche centrali nazionali. Il governo scozzese, previa approvazione del Parlamento scozzese, ha la facoltà di variare il tasso di base dell'imposta sul reddito dovuta in Scozia di 3 pence per sterlina, anche se questo potere non è ancora stato esercitato.

### Imposizione fiscale

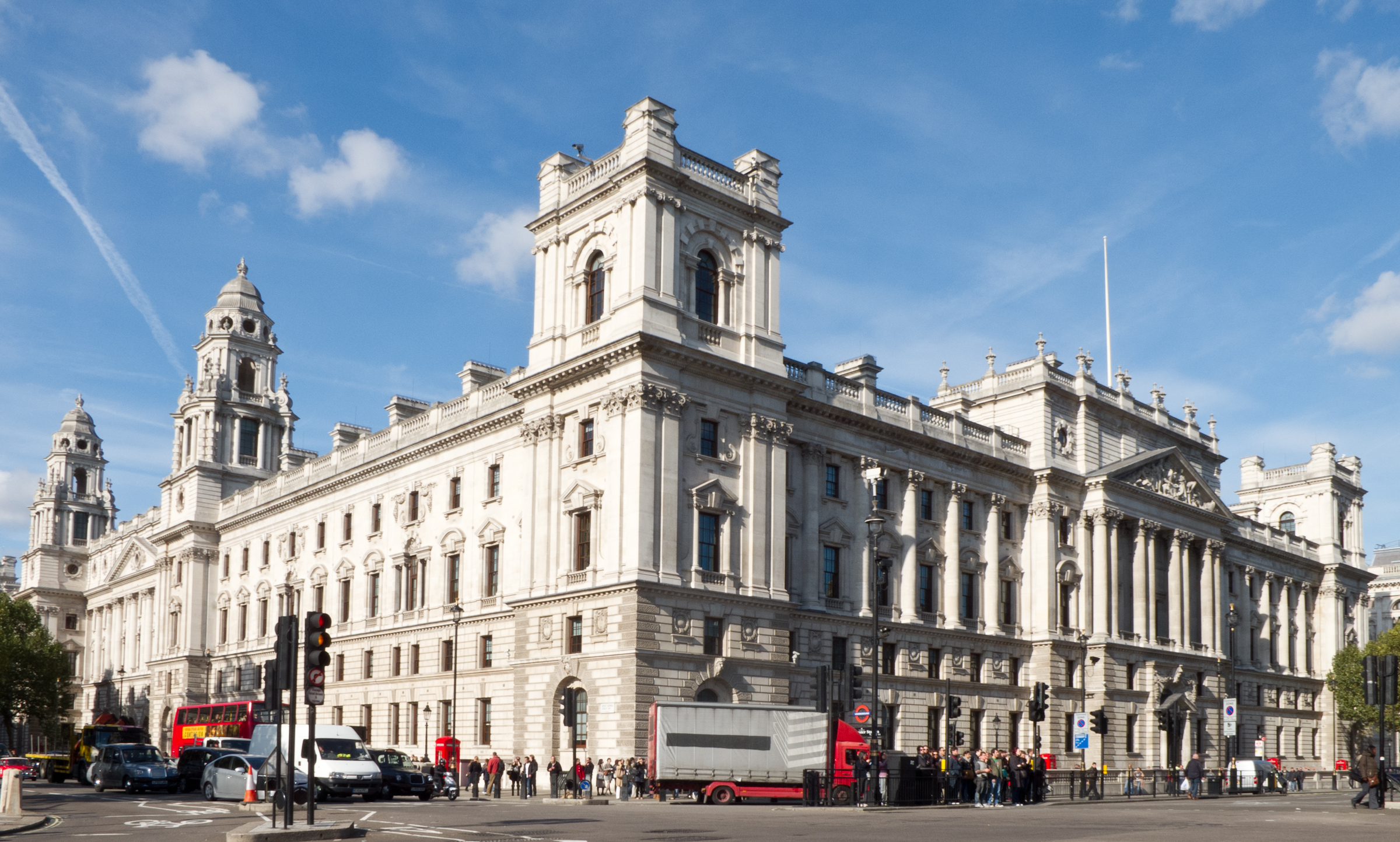
La sede dell'HM Revenue & Customs a Londra

L'imposizione fiscale nel Regno Unito può avvenire almeno a due diversi livelli di governo: governo locale e governo centrale (in questo caso la competenza appartiene a un apposito dipartimento statale, l'HM Revenue and Customs). Il governo locale è finanziato da contributi di fondi statali, da imposte locali sulle attività economiche (business rates), dall'imposta comunale sugli immobili (council tax) e sempre più da tariffe e addebiti come quelli delle multe per i parcheggi stradali. Le entrate del governo centrale sono principalmente l'imposta sul reddito, i contributi per la previdenza sociale, l'imposta sul valore aggiunto, l'imposta sulle società e l'accisa sui carburanti.

## Moneta
La moneta del Regno Unito è la sterlina britannica, rappresentata dal simbolo £. La Banca d'Inghilterra è la banca centrale, responsabile per l'emissione di valuta. Il Regno Unito ha scelto di non aderire all'euro al lancio della moneta, e il Primo Ministro britannico ha escluso l'adesione nell'immediato futuro. 
Nel 2005 più della metà (55%) degli abitanti del Regno Unito erano contrari all'adozione della moneta unica, mentre il 30% era a favore.